# Хамънд Инис
Хамънд Инис (на английски: Hammond Innes) е английски писател, автор на произведения в жанровете трилър, криминален роман, исторически роман и пътепис.

## Биография и творчество
Ралф Хамънд Инис е роден на 15 юли 1913 г. в Хоршъм, Англия. Има шотландски произход. Като ученик се увлича по географията и литературата. Завършва през 1931 г. гимназия „Кранбрук“ в Кент. Работи в издателската индустрия, после като преподавател и журналист, като през 1934 г. става журналист във „Файненшъл таймс“.
През 1936 г., подготвяйки брака си с Дороти Мери Ланг, е финансово затруднен и опитва да пише романи. Първият ѝ му трилър „Въздушна катастрофа“ (Air Disaster) е издаден през 1937 г. и е обвързан с договор за още 3 трилъра в поредицата „Питър Деверил“.
Участва във Втората световна война от 1940 г. като обикаля цяла Африка и воюва с германските дивизии в Либийската пустиня, достигайки чин майор в Кралската артилерия. По време на войната продължават публикациите на неговите книги, като „Троянски кон“ (1941) и „Аларма за атака“ (1941); като вторият се основава на преживяванията му като противовъздушен стрелец по време на битката за Британия в Кенли.
След демобилизацията през 1946 г. се посвещава на успешната си писателска кариера. Издадени са романите му „Живи и мъртви“, „Мината убиец“, „Белият юг“ и трилърът „Самотният скиор“, донесъл му световна известност. Издадени са и документалните му книги „Плодовете на пътуването“, „Скандинавия“, „Море и острови“, "Хамънд Инис ни запознава с Австралия".
Романите му са характерни с голямото внимание внимание към точните детайли в описанията на места и хронологията на фактическите събития. Някои от тях са екранизирани във филми и телевизионни сериали.
Запален по ветроходството, след много успешният филм от 1959 г. по книгата „Разбитият кораб Мери Диър“ (The Wreck of the Mary Deare), закупува 42-метрова яхта, наричайки я Mary Deare и обикаля със съпругата си бреговете на Европа и Мала Азия в търсене на истории в продължение на повече от 15 години. Всяка година той организира шестмесечно пътуване, а после шест месеца пише.
През 70-те години се отказва от ветроходството и се насочва към опазването на природата и засаждането на дървета, особено на бързорастящия смърч Ситка, като закупува земя в Съфолк, Уелс и Австралия.
През 1978 г. е удостоен с отличието Командор на Ордена на Британската империя. През 1993 г. получава наградата на Световната конвенция на писателите на трилъри за цялостното си творчество.
Хамънд Инис умира на 10 юни 1998 г. в Кърси, Англия.

## Произведения

### Серия „Питър Деверил“ (Peter Deveril)
1. Air Disaster (1937)[1][2]
2. The Doppelganger (1937)
3. Sabotage Broadcast (1938)
4. All Roads Lead to Friday (1939)

### Самостоятелни романи
- The Trojan Horse (1940)[1][2][3][5]
- Wreckers Must Breathe (1940) – издаден и като Trapped
- Attack Alarm (1941)
- Dead and Alive (1946)
- The Killer Mine (1947)
- The Lonely Skier (1947) – издаден и като Fire in the Snow
Самотният скиор, изд.: „Георги Бакалов“, Варна (1982), прев. Богомил Бенев
- The Blue Ice (1948)
- Maddon's Rock (1948) – издаден и като Gale Warning
- The White South (1949) – издаден и като The Survivors
- The Angry Mountain (1950)
- Cocos Gold (1950)
- Air Bridge (1951)
- Campbell's Kingdom (1952)
- Black Gold and Double Diamond (1953)
- The Strange Land (1954) – издаден и като The Naked Land
- The Wreck of the Mary Deare (1956)
- The Land God Gave to Cain (1958)
- The Doomed Oasis (1960)
- Atlantic Fury (1962)
- Scandinavia (1963)
- The Strode Venturer (1965)
- Levkas Man (1971)
- Golden Soak (1973)
- North Star (1974)
- The Big Footprints (1977)
Големите стъпки, изд.: „Сиела“, София (2009), прев. Богомил Бенев
- The Last Voyage (1978)
- Solomons Seal (1980)
- The Black Tide (1982)
- High Stand (1985)
- Medusa (1988)
- Isvik (1991)
- Target Antarctica (1993)
- The Delta Connection (1996)

### Документалистика
- Harvest of Journeys (1960)[1][2]
- Sea and Islands (1967)
- The Conquistadors (1969)
- Hammond Innes Introduces Australia (1971)
- Hammond Innes' East Anglia (1986)
- The New Yorker Desk Diary (1995)

### Екранизации
- Snowbound (1948) – по романа The Lonely Skier[1]
- Hell Below Zero (1954) – по романа The White South
- Campbell's Kingdom (1957)
- The Wreck of the Mary Deare (1959)
- Golden Soak (1979) – ТВ минисериал, 6 епизода
- Levkas Man (1981) – ТВ минисериал, 6 епизода